# Szmutkó Emil
Szmutkó Emil (Nagyberezna, 1905. május 12. – Csicser, 1944. november 21.) szlovák katolikus pap. A második világháború áldozata, tüzérségi találat következtében halt meg.

## Élet
Szülei Szmutkó Sándor és Papatyi Mária voltak. Gyermekkorát Nagybereznóban töltötte, majd néhány év múlva családjával Beregszászba költözött, ahol 1916–1924 között elvégezte a gimnáziumot. 1924-1929 között Kassán tanult teológiát. Kimagasló tanulmányi eredményeket ért el, ezért már január 27-én Csárszky József kassai püspök diakónussá szentelte. A püspök kapcsolatba lépett az ungvári Tahy Ábrahám vikáriussal - aki az Ungvári Püspökséget irányította - és kivételt kért Szmutkó Emil számára,[pontosabban?] hogy pappá szentelhessék. A nunciatúrával való kapcsolatfelvétel és Róma engedélye után Szmutkó Emilt 1929. február 10-én Kassán pappá szentelték. Első miséjét 1929. február 15-én celebrálta Beregszászon. Ezt követően Pálócon (Pavlovce nad Uhom) (1930) káplánként szolgált, rövid ideig Dobóruszkán (1930-1931) és Tibaván (1931-1933). Magyar nyelvtudása miatt 1933-tól Csicserbe helyezték át.

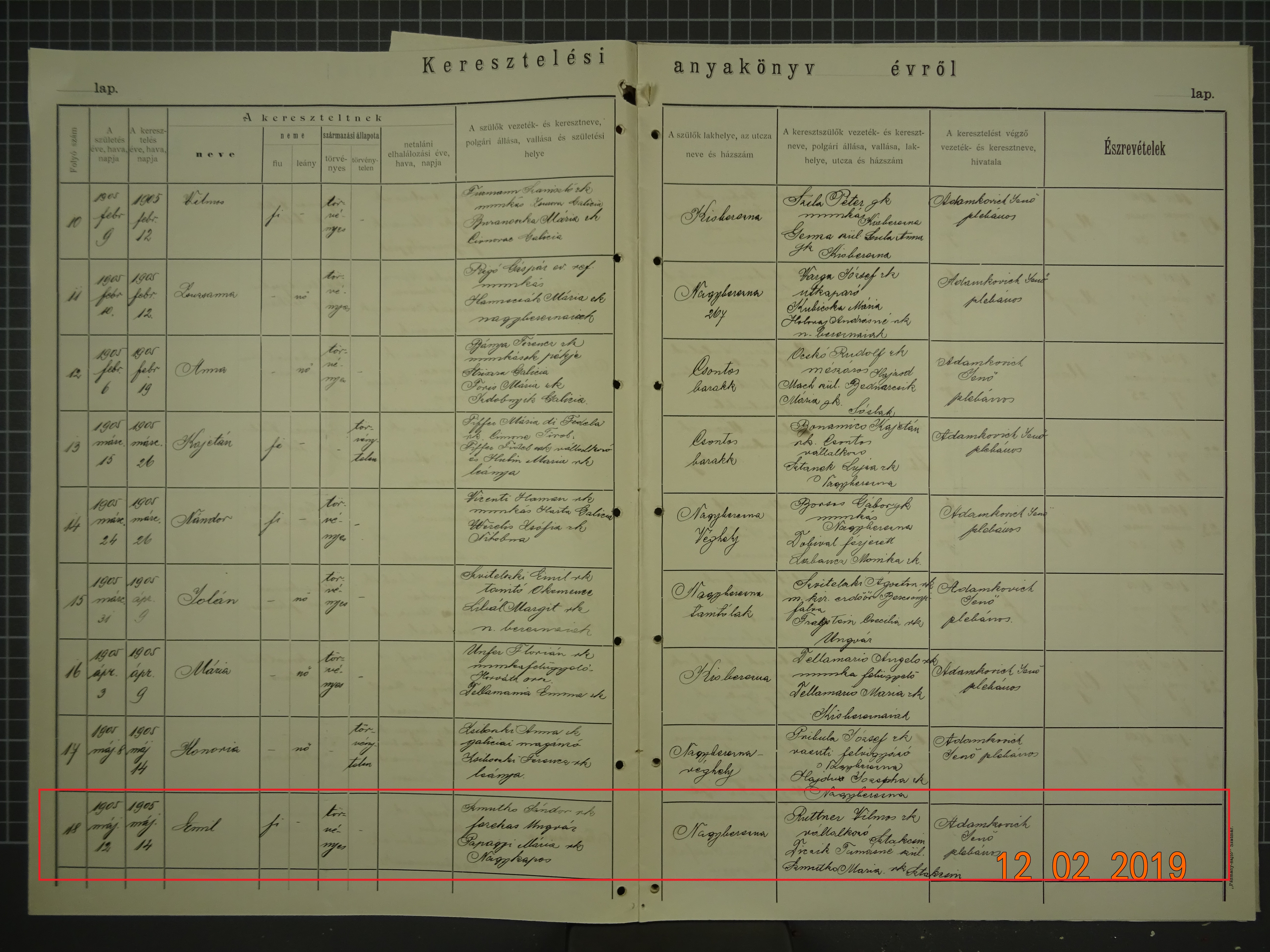
Keresztelő anyakönyv

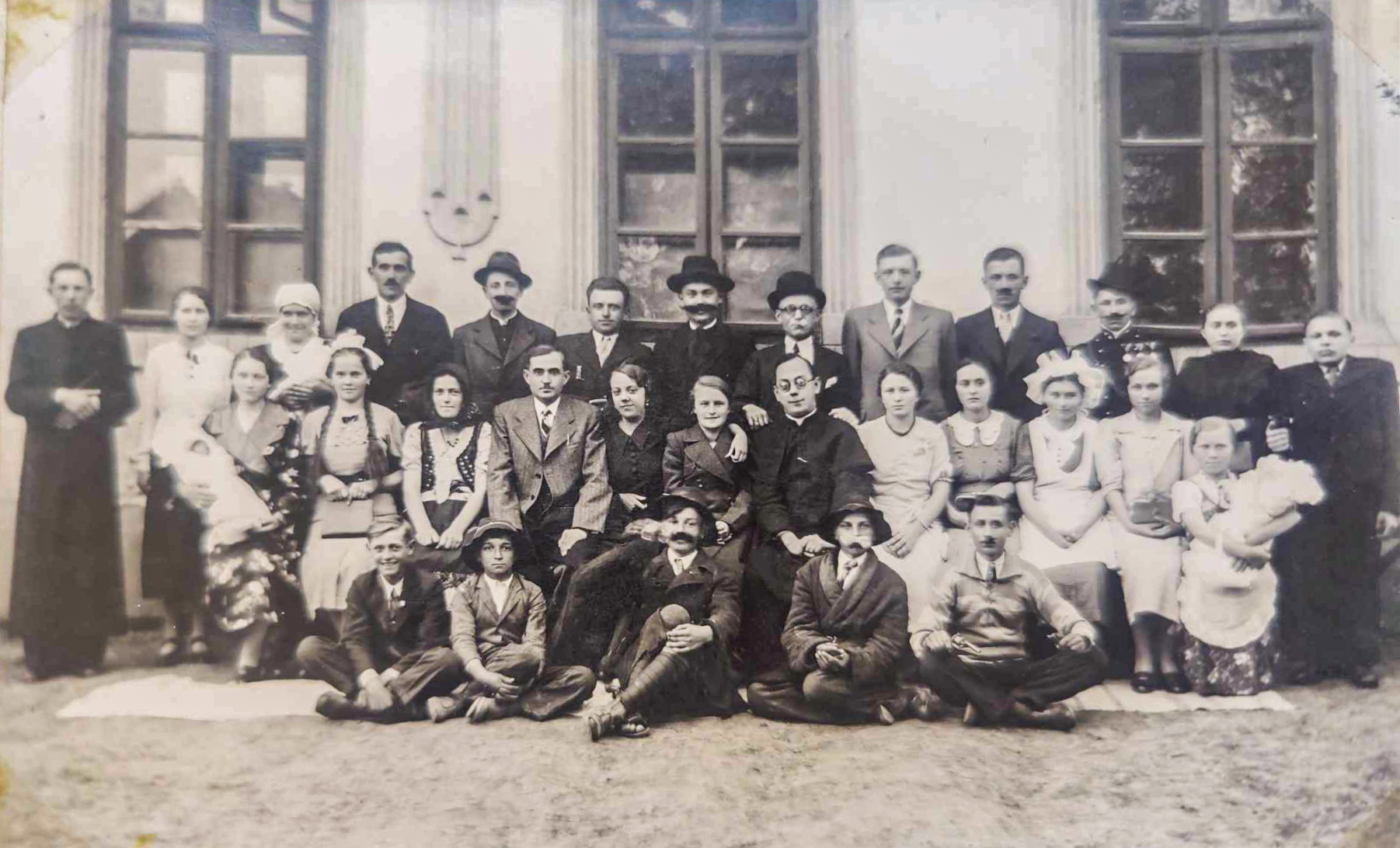
Szmutkó és a hívők

Szolgálata alatt számos lelkipásztori tevékenységet végzett (egyesületi reformok, hitszónoki tevékenység). A hozzáférhető, személyéről szóló vélemények alapján csak pozitív visszajelzéseket lehet találni tevékenységéről. Csicserben élte meg a bécsi döntés és a háborús események időszakát is. A ma már boldoggá avatott Scheffler János püspök 1944. június 2-án meglátogatta a csicseri plébániát. Szmutkó Emil plébánosról nemcsak a püspök, hanem a hívek is dicsérően nyilatkoztak.

## Halálának körülményei
A térséget 1944 szeptemberétől bombázások sújtották, és közeledett a front. Már 1944. november 21-én kialakult a front a visszavonuló német katonák és a Vörös Hadsereg között, amely Bajánháza–Veskóc–Nyarád–Nagyszelmenc falvak között húzódott. Ezt követően november 22-én csata folyt Nagykapos városáért. Később, november 23-án a 17. gárda lövészezred megközelítette Csicser községet. Pontosabban a 768-as és a 310-es zászlóalj. A harci műveletek alatt a lakosság a pincében rejtőzködött.  A falu lakosságának nagy része összegyűlt, és Szmutkó Emil plébános is ott ült a pince szélén egy padon. A tanúvallomások szerint a breviáriumból imádkozott. A faluért folyó harcok 20 órakor kiéleződtek. 

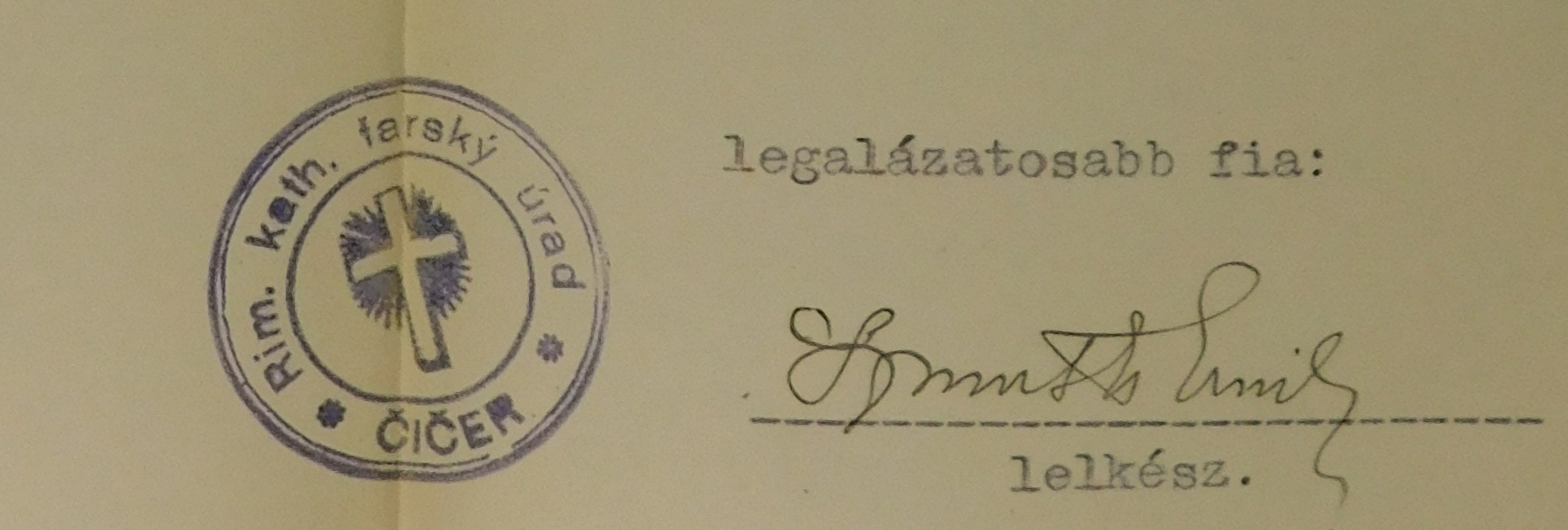
Szmutkó Emil aláírása

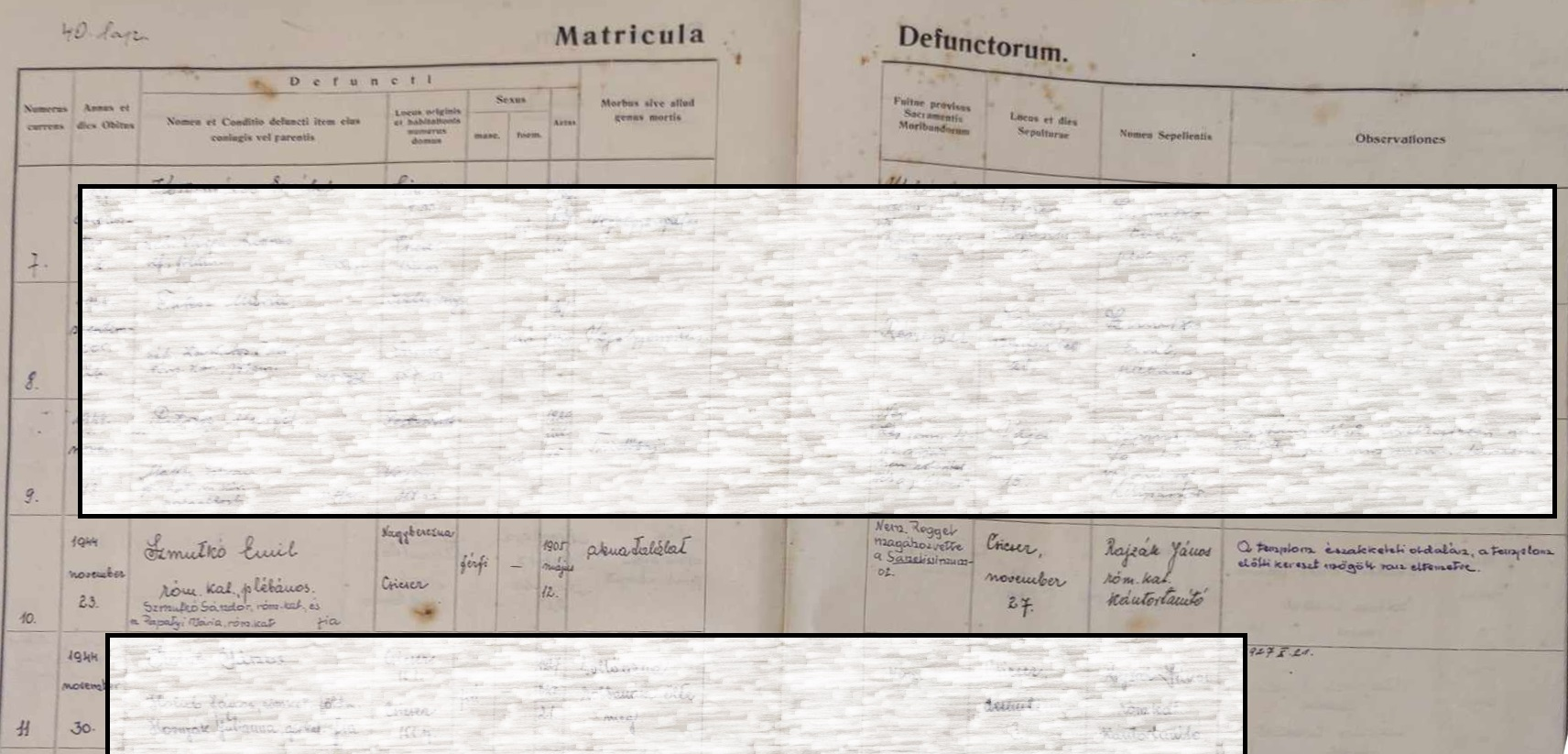
Az elhunytak anyakönyve

Szmutkó Emil imádkozott Istenhez, hogy ha valakit szerencsétlenség kell hogy érjen a faluból, legyen az ő. A pincében lévők tanúvallomása szerint imát ajánlott fel Istenhez, amiről a környezete is tudott. Az ima elmondása után egy tüzérségi gránát becsapódott az épületbe, áttörte a tetőt és a papra zuhant, de nem robbant fel. A pap sérülései végzetesek voltak, testének fele leszakadt. A becsapódás után még 5 órán át élt fájdalmak között. Haldoklása közben kérte rokonait, hogy tegyék a mellkasára a zsebében lévő keresztet és a rózsafüzért, amellyel híveiért imádkozott. Ezután így szólt az apjához: "Híveimért, szeretteimért, Jézus szent szívének ajánlom fel szenvedéseimet, életemet... Viszontlátásra, találkozunk ott fönt!"
A kezdeti temetést 1944. november 27-én Rajzák János kántor végezte, majd a szükséges imákat Mons. Lukács Antal palóc pap végezte. Közvetlenül a csicseri templom mellett temették el Szmutkó Emil papot.

## Kultusz és aktuális állapot
Fokozatosan kezdett kiépülni a faluban a helyi pap-szentkultusz. Kérésére meghallgatásokra is sor került. Sírja körül számos hálaszalag és több hálatábla volt. Jelenleg (2024) a helyi csicseri Szent László-templomban találhatók a hálaadó táblák. Az emlékművek alapvető tanúságait az egész esetről írják. Bernard Bober kassai érsek 2024. február 27-én bizottságot hozott létre Szmutkó Emil pap életének és munkásságának vizsgálatára. Ahhoz, hogy az egész helyzet előre haladjon, a hívők kezdeményezésére, valamint a kultusz felélesztésére, kiterjesztésére van szükség.

## Képtár

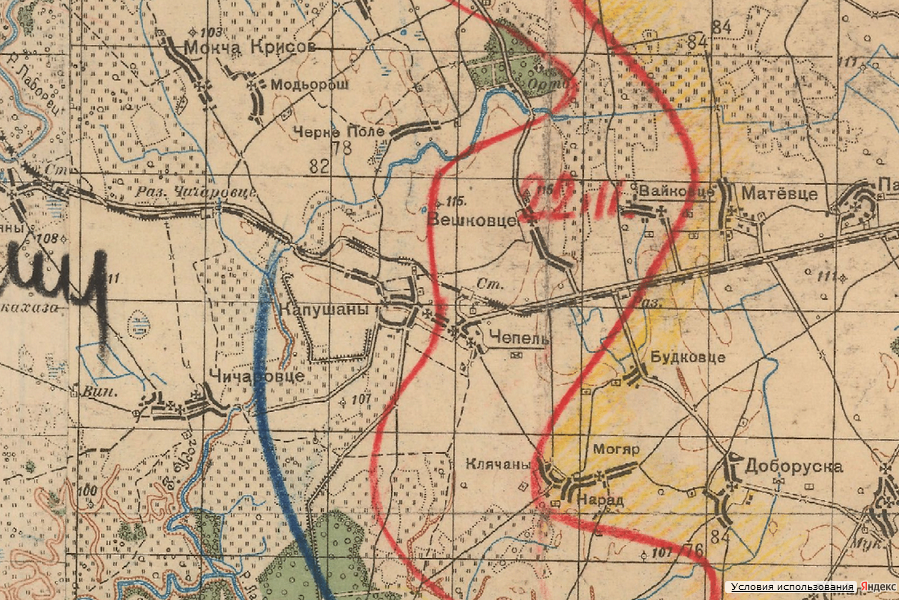
A frontvonal

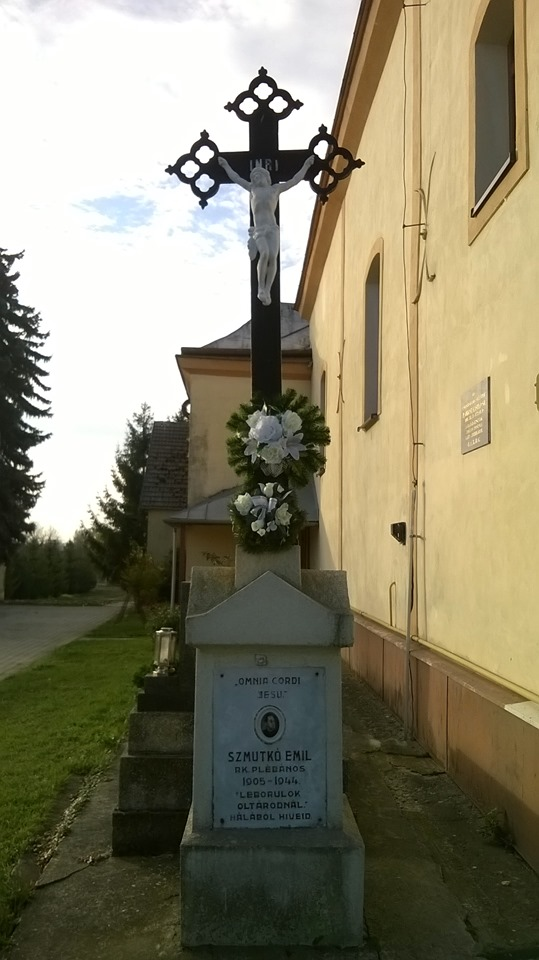
Szmutkó Emil sírja

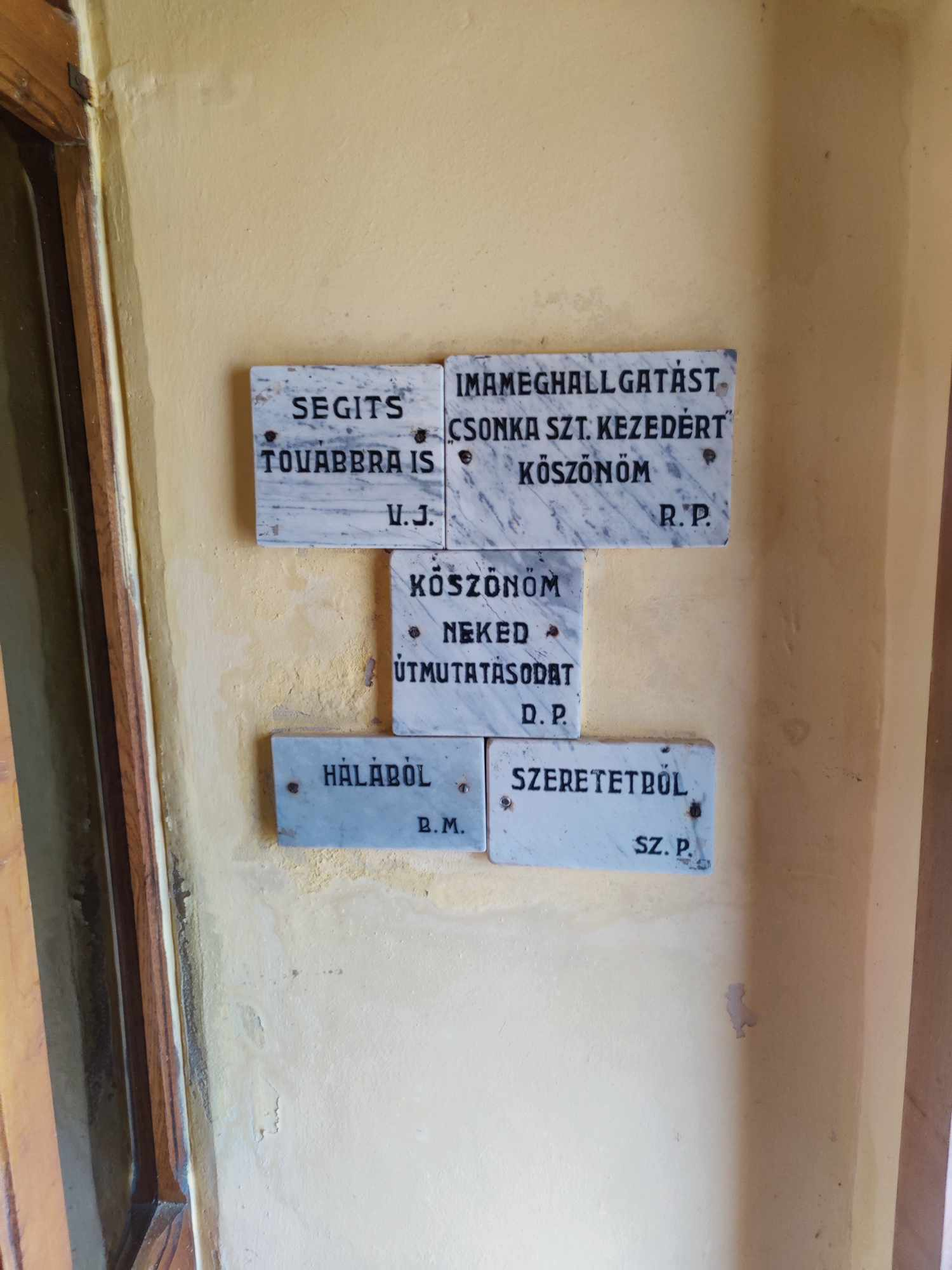
Köszönöm táblák

## Fordítás
Ez a szócikk részben vagy egészben  az   Emil Szmutkó című szlovák Wikipédia-szócikk ezen változatának fordításán alapul.  Az eredeti cikk szerkesztőit annak laptörténete sorolja fel. Ez a jelzés csupán a megfogalmazás eredetét és a szerzői jogokat jelzi, nem szolgál a cikkben szereplő információk forrásmegjelöléseként.